# Jan Sandström (compositor)
Jan Sandström   (Vilhelmina, 25 de gener de 1954) és un compositor suec de música clàssica. Entre les seves composicions s'inclou l'anomenat Concert de motocicleta per a trombó i orquestra i la seva configuració coral dEs ist ein Ros entsprungen.

## Carrera
Nascut a Vilhelmina, comtat de Västerbotten, Sandström va créixer a Estocolm. Va estudiar a la Universitat Tecnològica de Lulea's Escola de Música de Piteå (1974-1976) i va completar la seva formació musical al "Royal College of Music", Estocolm, va estudiar teoria musical (1978-1982) i composició amb Gunnar Bucht, Brian Ferneyhough i Pär Lindgren (1980–1984).
Es va incorporar a la facultat de l'Escola de Música Piteå els anys vuitanta i va ser nomenat professor de composició el 1989. El 1988 al 1989 va compondre el seu primer concert per a trombó i gran orquestra, que es va fer famós com el Concert de motocicleta, revisat el 2002 per una Odissea de moto. El 1990 va compondre Es ist ein Ros entsprungen ("Det är en ros utsprungen"), situant el familiar entorn de Praetorius a càmera lenta en un ambient a cappella de vuit parts.
El 1991 va completar Från Mörker till Ljus (De la foscor a la llum) per al lector, el baríton i l'orquestra de cambra, basats en poemes de Folke Isaksson, inspirats en un retaule d'Anvers al llogaret de Gammelstad, centrat en la Passió. Els poemes són en part parlats, en part cantats, alguns acompanyats per l'orquestra; el desè de 14 moviments, Klarheten (Claredat), és purament orquestral. L'obra es va gravar el 2002 amb el cantant de l'estrena, Peter Mattei, l'orador Sven Wollter i lOrquestra de Cambra Norrbotten, dirigida per Petter Sundkvist.
El 2008, el seu Rekviem (Rèquiem) sobre un text suec de Christine Falkenland es va representar per primera vegada a l'Església Hedvig Eleonora d'Estocolm. Una ressenya resumia: "99% Jan, 1% Bach".
El 2009 el seu ballet The Tale of a Manor va ser gravat en DVD pel Royal Swedish Ballet i la Swedish Radio Symphony Orchestra, dirigit per Jonas Dominique.
L'octubre de 2013 es va representar per primera vegada a la catedral d'Uppsala una nova obra coral titulada Feu el que és just, dins del festival "Young Cathedral Voices". Aquest nou escenari de Sandström d'un text de Deuteronomy, per a quatre cors i quatre orgues, va ser interpretat per cors d'Uppsala, Trondheim, Varsòvia, Colònia, Llandaff, Riga i Solothurn.